# Делајл (Саскачеван)
Делајл (енгл. Delisle) је малено урбано насеље са административним статусом варошице у централном делу канадске провинције Саскачеван. Налази се на аутопуту 7 на око 45 км југозападно од највећег града у провинцији Саскатуна.

## Историја
Насеље Делајл развило се око железничке станице коју је на земљишту четворице браће Делајл (по којима је насеље добило име) саградила једна локална железничка компанија 1907. године. Насеље је административно уређено као варошица 1913. године. 

## Демографија
Према резултатима пописа становништва из 2011. у варошици је живело 975 становника у 414 домаћинстава, што је за 8,6% више у односу на 868 житеља колико је регистровано 
приликом пописа 2006. године.
| 2001. | 2006. | 2011. | 2016. |
| ----- | ----- | ----- | ----- |
| 884   | 898   | 975   | 1,038 |

## Привреда
Поред пољопривреде као најважније привредне активности у насељу, важан извор прихода становништва долази и из рудника поташе отвореног 1969. године.